# Monte Urgull
Monte Urgull – wzgórze w San Sebastián w północnej Hiszpanii. Wznosi się na niedużym cyplu wysuniętym w stronę Zatoki Biskajskiej. Cały obszar wzniesienia zajmuje park miejski.
Monte Urgull było niegdyś punktem strategicznym w licznych wojnach, o czym przypomina twierdza Santa Cruz de la Mota pochodząca z XII wieku, jednakże wielokrotnie przebudowywana. W 1950 na szczycie wzniesienia postawiono trzydziestometrową figurę Chrystusa Sagrado Corazón. Na wzgórzu znajduje się również cmentarz poświęcony Anglikom, którzy w 1813 przyszli z odsieczą do okupowanego przez wojska napoleońskie miasta.
Dookoła wzniesienia biegnie deptak Paseo Nuevo. Tuż przy nim stoi żelazna rzeźba autorstwa Jorge Oteiza – Pusta konstrukcja.